# Bóng rổ tại Đại hội Thể thao Đông Nam Á 2023 – 3x3 Nữ
Giải bóng rổ 3x3 nữ tại Đại hội Thể thao Đông Nam Á 2023 được tổ chức tại Khu liên hợp thể thao quốc gia Morodok Techo, Phnôm Pênh, Campuchia từ ngày 6 đến ngày 7 tháng 5 năm 2023. Giải đấu này có 8 đội tham dự.

## Quốc gia tham dự
- Campuchia
- Indonesia
- Lào
- Malaysia
- Philippines
- Singapore
- Thái Lan
- Việt Nam

## Kết quả

### Vòng bảng

#### Bảng A
| VT | Đội         | ST | T | B | ĐT | ĐB | HS  | Đ | Giành quyền tham dự |
| -- | ----------- | -- | - | - | -- | -- | --- | - | ------------------- |
| 1  | Việt Nam    | 3  | 3 | 0 | 59 | 38 | +21 | 6 | Bán kết             |
| 2  | Philippines | 3  | 2 | 1 | 54 | 35 | +19 | 5 | Bán kết             |
| 3  | Thái Lan    | 3  | 1 | 2 | 42 | 34 | +8  | 4 |                     |
| 4  | Lào         | 3  | 0 | 3 | 16 | 64 | −48 | 3 |                     |

| 6/5/2023 09:00 |                                | Lào | 4–21              | Thái Lan |  | Elephant Hall 2, Khu liên hợp thể thao quốc gia Morodok Techo, Phnôm Pênh |
| 6/5/2023 09:00 | Điểm: Oupalavong, Nanthalath 2 |     | Điểm: Kitraksa 11 |          |  | Elephant Hall 2, Khu liên hợp thể thao quốc gia Morodok Techo, Phnôm Pênh |

| 6/5/2023 09:20 |                          | Philippines | 19–21         | Việt Nam |  | Elephant Hall 2, Khu liên hợp thể thao quốc gia Morodok Techo, Phnôm Pênh |
| 6/5/2023 09:20 | Điểm: Animam, Pontejos 5 |             | Điểm: Huỳnh 8 |          |  | Elephant Hall 2, Khu liên hợp thể thao quốc gia Morodok Techo, Phnôm Pênh |

| 6/5/2023 12:00 |  | Lào | 6–21 | Philippines |  | Elephant Hall 2, Khu liên hợp thể thao quốc gia Morodok Techo, Phnôm Pênh |

| 6/5/2023 12:20 |  | Việt Nam | 16–13 | Thái Lan |  | Elephant Hall 2, Khu liên hợp thể thao quốc gia Morodok Techo, Phnôm Pênh |

| 6/5/2023 15:00 |  | Lào | 6–22 | Việt Nam |  | Elephant Hall 2, Khu liên hợp thể thao quốc gia Morodok Techo, Phnôm Pênh |

| 6/5/2023 15:40 |  | Philippines | 14–8 | Thái Lan |  | Elephant Hall 2, Khu liên hợp thể thao quốc gia Morodok Techo, Phnôm Pênh |

#### Bảng B
| VT | Đội           | ST | T | B | ĐT | ĐB | HS  | Đ | Giành quyền tham dự |
| -- | ------------- | -- | - | - | -- | -- | --- | - | ------------------- |
| 1  | Campuchia (H) | 3  | 3 | 0 | 57 | 35 | +22 | 6 | Bán kết             |
| 2  | Indonesia     | 3  | 2 | 1 | 55 | 37 | +18 | 5 | Bán kết             |
| 3  | Malaysia      | 3  | 1 | 2 | 43 | 50 | −7  | 4 |                     |
| 4  | Singapore     | 3  | 0 | 3 | 30 | 63 | −33 | 3 |                     |

| 6/5/2023 09:40 |  | Campuchia | 22–10 | Malaysia |  | Elephant Hall 2, Khu liên hợp thể thao quốc gia Morodok Techo, Phnôm Pênh |

| 6/5/2023 10:00 |                      | Indonesia | 21–11       | Singapore |  | Elephant Hall 2, Khu liên hợp thể thao quốc gia Morodok Techo, Phnôm Pênh |
| 6/5/2023 10:00 | Điểm: Pierre-Louis 7 |           | Điểm: Tan 5 |           |  | Elephant Hall 2, Khu liên hợp thể thao quốc gia Morodok Techo, Phnôm Pênh |

| 6/5/2023 12:40 |  | Campuchia | 21–12 | Singapore |  | Elephant Hall 2, Khu liên hợp thể thao quốc gia Morodok Techo, Phnôm Pênh |

| 6/5/2023 13:00 |  | Malaysia | 12–21 | Indonesia |  | Elephant Hall 2, Khu liên hợp thể thao quốc gia Morodok Techo, Phnôm Pênh |

| 6/5/2023 15:20 |  | Campuchia | 14–13 | Indonesia |  | Elephant Hall 2, Khu liên hợp thể thao quốc gia Morodok Techo, Phnôm Pênh |

| 6/5/2023 16:00 |  | Malaysia | 21–7 | Singapore |  | Elephant Hall 2, Khu liên hợp thể thao quốc gia Morodok Techo, Phnôm Pênh |

### Bán kết
| 7/5/2023 09:00 |  | Việt Nam | 21–18 | Indonesia |  | Elephant Hall 2, Morodok Techo National Stadium, Phnôm Pênh |

| 7/5/2023 09:20 |  | Campuchia | 20–21 | Philippines |  | Elephant Hall 2, Morodok Techo National Stadium, Phnôm Pênh |

### Tranh huy chương đồng
| 7/5/2023 11:00 |  | Indonesia | 21–15 | Campuchia |  | Elephant Hall 2, Morodok Techo National Stadium, Phnôm Pênh |

### Tranh huy chương vàng
| 7/5/2023 12:00 |  | Việt Nam | 21–16 | Philippines |  | Elephant Hall 2, Morodok Techo National Stadium, Phnôm Pênh |